# Ioan Josan
Ioan Josan (n. 1884, Hărău, Hunedoara, România – d. 1937, Hărău, Hunedoara, România) a fost un deputat în Marea Adunare Națională de la Alba Iulia, organismul legislativ reprezentativ al „tuturor românilor din Transilvania, Banat și Țara Ungurească”, cel care a adoptat hotărârea privind Unirea Transilvaniei cu România, la 1 decembrie 1918.:p. 209

## Biografie
A făcut școala primară din satul natal, Hărău, din județul Hunedoara.:p. 209

## Activitatea politică
Ca deputat în Adunarea Națională din 1 decembrie 1918 a fost delegat al Cercului electoral Deva.:p. 209